# AH-H403C
AH-H403Cは、本多エレクトロン（現ネットインデックス）が開発した、コンパクトフラッシュ形データ通信端末。
2003年7月18日、DDIポケット（現ウィルコム）のPHSデータ通信サービス、AirH"（現AIR-EDGE）に対応したデータ通信端末として発売開始。
2004年7月20日、音声通話が可能となる専用のソフトウェアが公開。
2005年1月28日、AH-H407PとともにBCN Award 2005 モデム部門で最優秀賞を受賞した。
AH-H403Cは、PDAなどのコンパクトフラッシュ (CF) Type II スロットに挿入して使用する。
同梱のPCカードアダプタを利用すれば、パソコンのPCカード Type II スロットに挿入して使用することもできる。
アンテナは任意の方角に向けることができ、無理な力が加わると折損してしまわないように自ら外れる構造となっている。
セットアップ用のソフトウェアは、Windows 98、98SE、Me、2000、XP、CE 3.0 以上、Mac OS 8.5、9、Mac OS X に対応。
同梱のCD-ROM内に収録されている。
4x パケット通信方式に対応し、最大128kbpsのデータ通信をサポート。
通信時の平均消費電流は175mAで、前モデル AH-H401C より12.5パーセント減少している。
データ通信カード端末としては初めて国際ローミングに対応。
PIAFS通信により台湾での利用が可能である。
- 寸法: 53×42.8×4.1 ミリメートル（コンパクトフラッシュ Type II 準拠）
- 重量: 16 グラム 以下
- 対応通信方式: 4x / 1x パケット方式、フレックスチェンジ、64k / 32k PIAFS（ベストエフォート）
- 消費電流: 175 mA （4x パケット通信時の平均）

## 関連製品

### W-AHWL01
W-AHWL01は、DDIポケット（現ウィルコム）のPHSデータ通信サービス、AirH"（現AIR-EDGE）に対応したデータ通信端末。
本多エレクトロン（現ネットインデックス）が開発した、コンパクトフラッシュ形データ通信端末 AH-H403C と、アイ・オー・データ機器が開発したコンパクトフラッシュ (Type II) スロット付きPCカード形無線LANカード WN-B11/CMB-DP とのセット商品。
最大128kbpsのPHSデータ通信と、IEEE 802.11b準拠の無線LANで最大11Mbpsのデータ通信ができる。
2003年11月10日、発売開始。